# Splash - Una sirena a Manhattan
Splash - Una sirena a Manhattan (Splash) è un film del 1984 diretto da Ron Howard, con protagonisti Tom Hanks e Daryl Hannah. È il primo film prodotto dalla Touchstone Pictures.
Le riprese del film si svolsero dal 1° marzo 1983 al 30 giugno 1983.

## Trama
Capo Cod. Un ragazzino a bordo di una nave si butta in acqua e incontra una sirena-bambina che nuota nel mare, che in precedenza ha notato, ma viene salvato da un marinaio e riportato sulla nave. Nessuno crede alla sua storia.
Manhattan, vent'anni dopo. Allen, il ragazzo, lavora ai mercati generali, manda avanti un commercio di frutta e verdura col fratello Freddie. Mentre Freddie se la spassa, Allen è giù di morale: la sua ragazza lo ha piantato. Si reca quindi a Cape Cod a camminare sulla spiaggia, dove incontra lo strano scienziato Walter Kornbluth, che con scortesia lo allontana dall'imbarcazione sulla quale sta caricando del materiale per le sue ricerche. Mentre poi cerca di raggiungere la riva opposta con una barca presa a noleggio, a causa di un incidente Allen cade e finisce in mare. Non sa nuotare, ma una bellissima ragazza lo porta a riva. Al risveglio Allen incontra la ragazza nuda, che poi scompare in mare dopo averlo baciato. La ragazza è una sirena (infatti la coda si trasforma in gambe quando si asciuga fuori dall'acqua e torna sirena una volta bagnate) ed è proprio lei l'oggetto delle ricerche di Kornbluth che riesce pure a vederla per un attimo sott'acqua.
La sirena, tramite il portafoglio perso da Allen, rintraccia il suo indirizzo e si dirige, via acqua, verso Manhattan, approdando ai piedi della Statua della Libertà, nuda, in mezzo ai turisti, creando sensazione di stupore. La polizia telefona ad Allen, che accorre. La ragazza non sa parlare, ma dimostra la sua gioia nell'averlo ritrovato, baciandolo di nuovo. Allen comincia a trascurare il suo lavoro, pensa solo all'amore. Il fratello lo incoraggia dimostrandogli il suo sostegno. Lei si rivela piena di risorse: in un solo pomeriggio, guardando la tv, impara l'inglese. Dato che il suo è un nome impronunciabile, viene ribattezzata Madison. Lei regala ad Allen una fontana sovrastata dalla statua di una sirena. Lui le chiede di sposarlo, ma Madison rifiuta: ha un segreto che non può rivelare. Non solo, può restare con lui solo sei giorni: dopo ci sarà la luna piena e dovrà ripartire.
Nel frattempo, Walter Kornbluth riconosce Madison come la ragazza fotografata sotto la Statua della Libertà e volendo rivelare a tutti la vera natura di Madison, le corre dietro cercando di innaffiarla: in tal modo, come dicono le leggende, se sarà bagnata, le rispunterà la coda di pesce. Dopo vari tentativi, una sera ci riesce e Madison rimane, impotente, in mezzo alla strada. Viene portata al Museo di storia naturale insieme ad Allen - ritenuto della sua stessa razza - e entrambi vengono immersi in una vasca, diventando oggetto di studi da parte degli scienziati che vagheggiano di sezionare la sirena. A vedere e a sentire tutto ciò, Kornbluth comincia a pentirsi. Quando Allen, rilasciato, lo rintraccia, Kornbluth decide di aiutare il giovane a salvare Madison.
Insieme a Freddie, che si unisce al gruppo, si recano al museo, inscenando una commediola per imbrogliare i marines di guardia. I due riescono a portare fuori la sirena che, riasciugatasi, riacquista l'uso delle gambe. Inseguiti da mezzo esercito di marines, Allen e Madison raggiungono il porto, grazie ai bizzarri interventi del fratello e lo scienziato. Prima di partire per sempre, Madison ricorda ad Allen l'episodio della caduta in mare durante la sua fanciullezza: era lei la bambina che lo aveva salvato (motivo del suo interesse). Se lui volesse potrebbe seguirla e, senza rischio, potrebbe nuotare e respirare sott'acqua, ma non potrà più tornare sulla terraferma. Vedendo arrivare i marines in tenuta da sommozzatori che si tuffano nelle acque del porto, Allen, inizialmente confuso dalla proposta di Madison, si tuffa. Lei, già lontana, torna indietro. Insieme si liberano degli inseguitori per poter raggiungere, liberi, le profondità del mare.

## Accoglienza

### Incassi
Il film ha incassato un totale di 69,821,334 $.

## Riconoscimenti
- 1985 - Premio Oscar
  - Candidatura Miglior sceneggiatura originale a Lowell Ganz, Babaloo Mandel, Bruce Jay Friedman e Brian Grazer
- 1985 - Golden Globe
  - Candidatura Miglior film commedia o musicale
- 1985 - Saturn Award
  - Miglior attrice protagonista a Daryl Hannah
  - Candidatura Miglior film fantasy
  - Candidatura Miglior regia a Ron Howard
  - Candidatura Miglior attore non protagonista a John Candy
  - Candidatura Miglior trucco a Robert J. Schiffer
- 1985 - National Society of Film Critics Awards
  - Miglior sceneggiatura a Babaloo Mandel, Lowell Ganz e Bruce Jay Friedman
- 1984 - New York Film Critics Circle Awards
  - Candidatura Miglior sceneggiatura a Lowell Ganz, Bruce Jay Friedman e Babaloo Mandel
- 1985 - WGA Award
  - Candidatura Miglior sceneggiatura originale a Lowell Ganz, Babaloo Mandel e Bruce Jay Friedman
- 1985 - Young Artist Award
  - Candidatura Miglior film commedia o musicale per la famiglia

## Sequel
Il film ha avuto un sequel prodotto per la TV, intitolato Splash 2. Tuttavia, nessun membro del cast originale ha ripreso i propri ruoli, costringendo la produzione a un recast completo.